# Leila Sulh Hmede
Leila Rijad as-Sulh Hmede, Leila Solh Hamadé (ur. w 1946 r. w Bejrucie) – libańska działaczka społeczna, sunnitka, córka byłego premiera Libanu, Rijada as-Sulha, wdowa po Madżidzie Hmede, synu Sabriego Hmede. Jest także ciotką saudyjskiego księcia Al-Walida ibn Talala. W latach 2004–2005 pełniła stanowisko ministra przemysłu w rządzie Umara Karamiego. Leila Sulh Hmede i Wafaa Dika Hamze były pierwszymi kobietami, które weszły w skład rady ministrów Republiki Libańskiej.